# پرئوبراژنسکویه (شهرستان بلاگووشچنسکی، باشقیرستان)
پرئوبراژنسکویه (انگلیسی: Preobrazhenskoye, Blagoveshchensky District, Republic of Bashkortostan) یک شهرک در شهرستان بلاگووشچنسکی باشقیرستان کشور روسیه است.